# 체코의 맥주

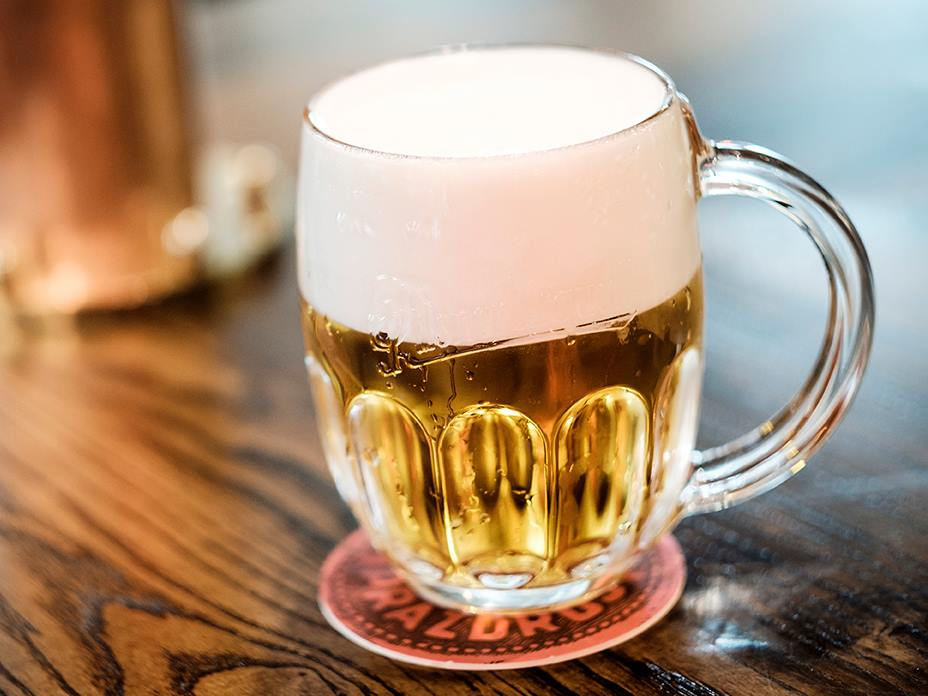
필스너 브루켈

전 세계에서 맥주 소비량이 가장 높은 국가인 체코는 오래된 전통과 역사를 지닌 맥주로 유명하다. 거대한 생산량과 다양한 종류로도 유명한 체코 맥주는, 전 세계 수출량도 10위에 다다른다. 다양한 맥주가 생산되느니만큼, 많은 법적 기준이 존재하며, 맥주마다 부르는 호칭도 굉장히 다양하다.

## 체코 맥주의 분류

### 법에 따른 분류
기본적으로 체코의 맥주는 플라토 스케일이라는 맥주 농도 분류법을 사용한다. 이 분류법은 1843년도에 보헤미아 과학자 Karl Balling과 Simon Ack이 개발한 맥주 농도 분류법으로, 후에 독일 과학자 Fritz Plato가 보완했다고 하여 플라토 스케일이라 불린다. 플라토 스케일은 액체 비중계의 원리를 사용하여, 일정 무게의 맥주 안의 맥아즙의 농도를 구분한다.
체코의 맥주는 이 분류에 의해 다음과 같이 나뉜다:
- porter: 최소 18%
- speciální: 13~18%
- ležák: 11~12%
- výčepní: 8~10%
- lehké: 최대 7%[4]

### 색에 따른 분류
체코의 맥주는 법적인 분류뿐만 아니라, 색이나 빛깔을 기준으로도 나뉜다. 법적 분류에 의한 분류명들과 달리, 색을 기준으로 한 분류명은 맥주 표면에 강조되어 표시되며, 더욱 대중적이다. 이렇게 색 별로 구분된 맥주들이 맛으로도 가장 뚜렷하게 구분된다.
밝고 어두운 정도인 명도에 따라 체코의 맥주는 다음과 같이 나뉜다:
- světlá: 밝은 맥아를 주로 사용하여 지은 맥주
- tmavá: 검은 맥아로 주로 사용하여 지은 맥주
- polotmavá: 밝은 맥아와 검은 맥아를 섞어 사용하여 지은 맥주
- řezaná: světlá 맥주와 tmavá 맥주를 섞어 지은 맥주

## 체코 맥주 브랜드
- Pilsner Urquell
- Staropramen
- Budějovický Budvar
- Velkopopovický Kozel
- Gambrinus
- Radegast
- Krušovice
- Starobrno
- Bernard
- Svijany